# Shehbaz Sharif
Mian Muhammad Shehbaz Sharif, född 23 september 1951 i Lahore, är en pakistansk politiker och sedan den 4 mars 2024 Pakistans premiärminister.